# Pseudosmelia moluccana
Pseudosmelia es un género monotípico de árboles perteneciente a la familia Salicaceae.  Su única especie:  Pseudosmelia moluccana, se encuentra en Indonesia

## Descripción
Es un árbol con flores de color amarillo y frutos verdes que se encuentra en los bosques de Indonesia.

## Taxonomía
Pseudosmelia moluccana fue descrita por  Hermann Otto Sleumer y publicado en Blumea 7: 495, en el año 1954.